# کوه کارپینسکی
کوه کارپینسکی (روسی: Ледник Карпинского) یک یخچال طبیعی در سورنایا زملیا کشور روسیه است.